# アリカンテ＝エルチェ・ミゲル・エルナンデス空港
アリカンテ＝エルチェ・ミゲル・エルナンデス空港（アリカンテ＝エルチェ・ミゲル・エルナンデスくうこう、スペイン語: Aeropuerto de Alicante-Elche Miguel Hernández、(IATA: ALC, ICAO: LEAL)、単にアリカンテ空港とも）は、スペイン・バレンシア州・アリカンテ県にある国際空港である。旅客数はスペイン第6位であり、バレンシア州とムルシア州にとっての最重要空港である。アリカンテの南西9km、エルチェの東10km、ムルシアの北70km、バレンシアの南160kmの距離にある。3,000m(10/28)の滑走路1本を備えている。旧名称はエル・アルテット空港（スペイン語: Aeropuerto de El Altet）。
旅客便の80%は国際線である。イギリス、ドイツ、オランダからもっとも多くの乗客が到着する。国内線はマドリード、パルマ・デ・マヨルカ、バルセロナなどに多くの便が飛んでいる。国際線客と国内線客それぞれが過去10年間で大幅に増加している。2011年の旅客数は9,913,764人であり、75,572回の離着陸があり、3,011トンの貨物を処理した。バレンシア州でもっとも旅客数が多い空港であり、ヨーロッパ全体で見ても50位以内に入る。ジェット2、ノルウェー・エアシャトル、ブエリング航空の拠点である。ヨーロッパ最大の格安航空会社であるライアンエアーはアリカンテ空港から59空港に飛んでおり、ライアンエアーにとって4番目に大きな拠点である。航空会社別でもっとも旅客数が多いのはライアンエアー（2010年は3,152,724人）であり、イージージェット（1,337,350人）が続く。

## 歴史
1936年からアリカンテに存在した古いラ・ラバーサ飛行場を置き換えることで、1967年5月4日にエル・アルテット空港がオープンした。名称は空港が所在するエル・アルテット地区に由来する。初の商業便はアビアコ航空によるコンベアだった。1969年11月にはイベリア航空がアリカンテ＝マドリード線とアリカンテ＝バルセロナ線の定期便を開設した。1970年代初頭には旅客数が100万人に達し、新ターミナルの建設が計画された。1980年には滑走路が3,000mに延長された。次の空港改装工事は1996年に行われた。管理・業務センターに加えて新しいオフィスビルが建設され、円滑な搭乗のために初めて5本のボーディング・ブリッジが導入された。2011年には新ターミナルがオープンし、最大受け入れ人数は年間2,000万人に増加した。すべての便が新ターミナルに離着陸し、新ターミナルのオープン前に使用されていたターミナル1とターミナル2は閉鎖されている。新ターミナルと旧ターミナルをつなぐ廊下の建設が計画されており、完成の暁には旅客はすべてのターミナルを利用できるようになる。
歴史的には2003年までイベリア航空がアリカンテ空港のリーディング・キャリアだったが、従来型の航空会社の衰退とともにイベリア航空も衰退し、2004年には格安航空会社のイージージェットに抜かれた。2007年、ヨーロッパ最大の格安航空会社であるライアンエアーはアリカンテに拠点を設立した。2009年にはライアンエアーがアリカンテ空港のリーディング・キャリアとなり、2011年には11機以上の航空機の拠点となり、62路線を運航し、300万人以上の旅客を持っている。しかし2011年10月末、ライアンエアーは新ターミナルのボーディング・ブリッジの使用に関するAenaとの意見の相違から、アリカンテ空港を発着していた31路線から撤退した。

## ターミナル
現在使用されているのは新ターミナルのみである。新ターミナルのオープン以来、ターミナル1とターミナル2は閉鎖されている。

### 新ターミナル
2011年3月23日、新ターミナル（ターミナルNと表記される）が公式にオープンした。翌日の3月24日には、アリカンテ空港を発着するすべての便が新ターミナルに移転した。新ターミナルの初便はライアンエアーのメミンゲン空港便だった。新ターミナルの面積は333,500 m2であり、ターミナル1とターミナル2を合わせた面積の6倍以上である。96台のチェックインカウンター、40個の搭乗ゲート、15個のボーディング・ブリッジ、16個の荷物コンベアを備えている。新ターミナルは、Cゲートが配置されているプロセッサー、Bゲートの大部分が存在するドックの2つのエリアに分かれている。シェンゲン協定地域内への便はターミナルの両方のエリアを使用するが、シェンゲン協定地域外への便はドックのみを使用する。新ターミナルはターミナル1の東側に建設された。

### ターミナル1
ターミナル1（T1）は1番から38番までの38台のチェックインカウンター、1台の特殊荷物用カウンター（39番）、9個の荷物コンベアを持ち、11個の搭乗ゲートのうち5個（奇数番号）はボーディング・ブリッジを持っていた。2011年3月24日に新ターミナルがオープンすると、ターミナル1は閉鎖された。新ターミナルと廊下で結んで再オープンする計画がある。

### ターミナル2
ターミナル2（T2）はターミナル1に隣接しており、2007年1月にオープンした。ターミナル2は51番から64番までの14台のチェックインカウンター、6個の搭乗ゲート、2個の荷物コンベアを持ち、ボーディング・ブリッジは持っていなかった。2011年3月24日に新ターミナルがオープンすると、ターミナル1とともに閉鎖された。ターミナル2はプライベート便、航空救急、小型チャーター便など専用のターミナルとして再オープンする予定だが、再オープンの日時は決定していない。

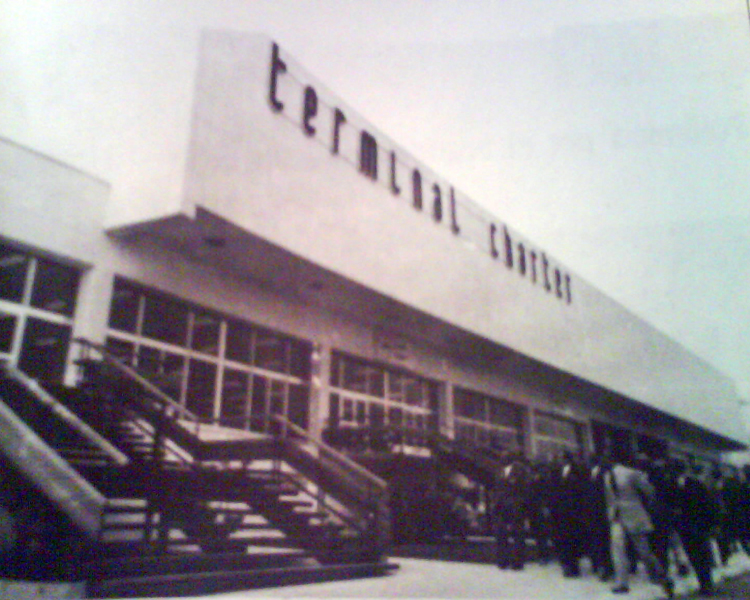
1972年のアリカンテ空港
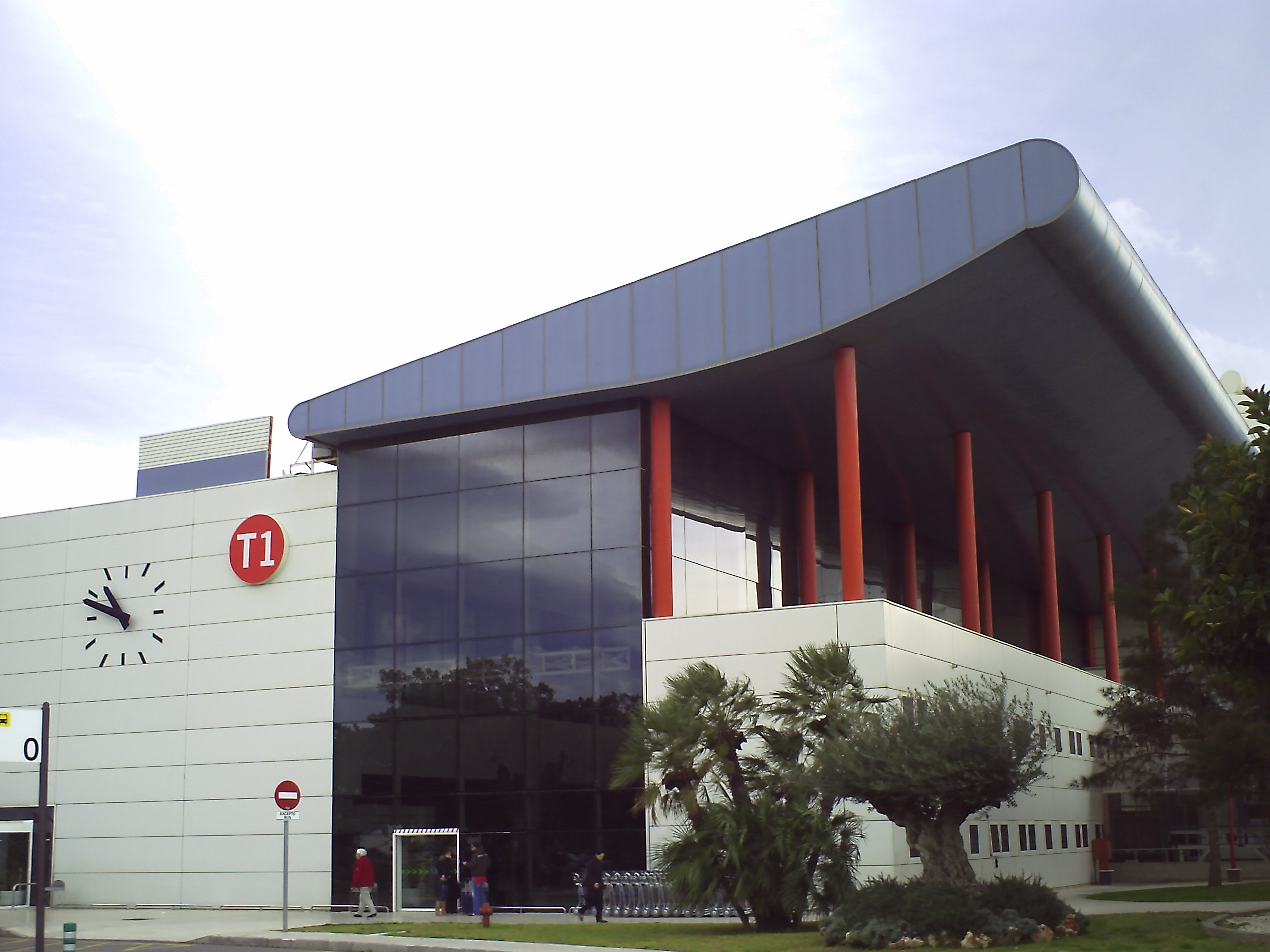
ターミナル1（閉鎖中）
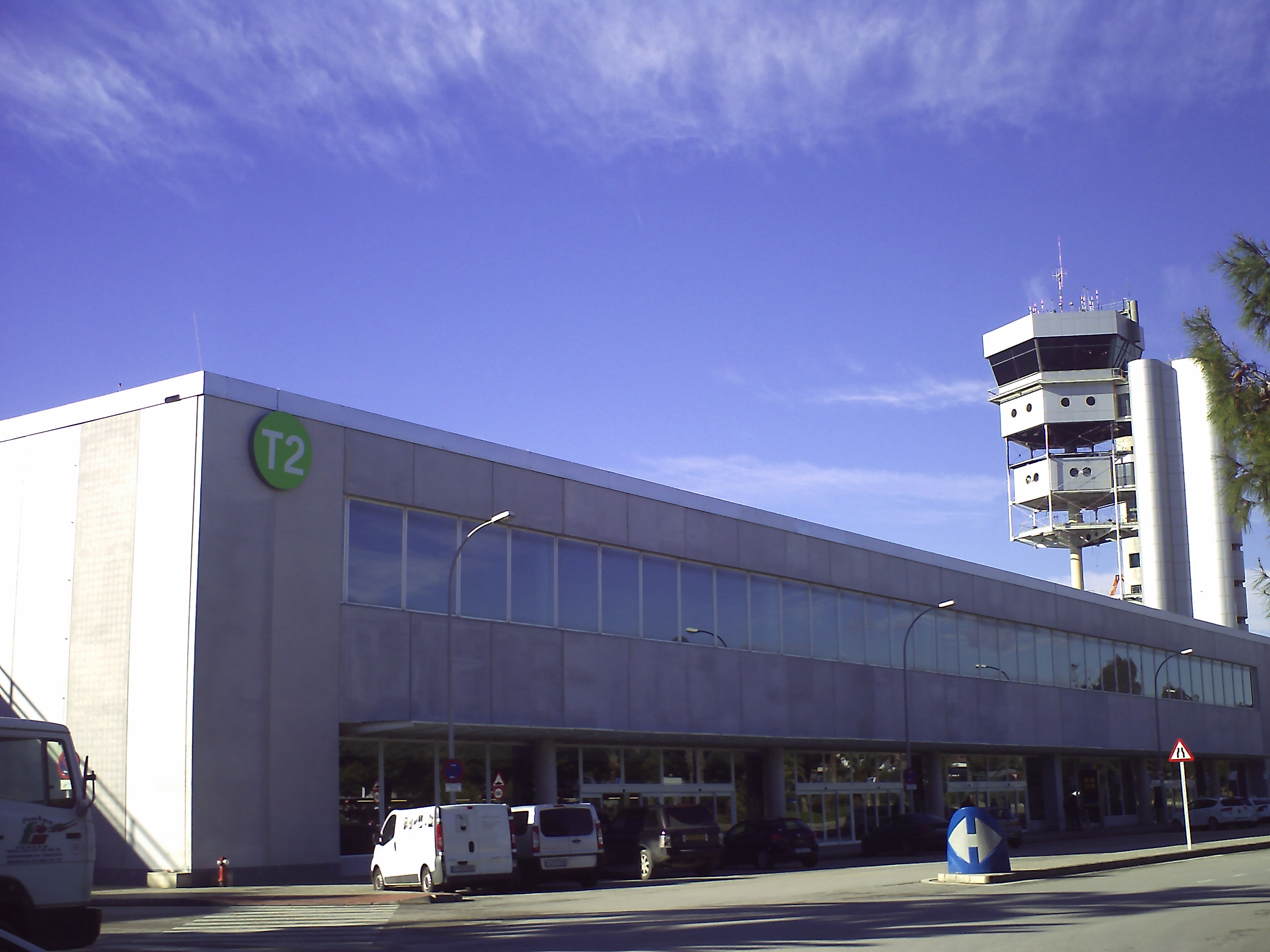
ターミナル2（閉鎖中）

## 就航会社と就航地

### 旅客
| 航空会社                                | 就航地 | ターミナル1 |
| --------------------------------------- | --- | ----------- |
| エアリンガス                            | ダブリン 季節運航: コーク | D           |
| アルジェリア航空                        | アルジェ, オラン | D           |
| エア・ヨーロッパ                        | マドリード（2014年6月9日就航）, パルマ・デ・マヨルカ （2014年6月9日就航）, テネリフェ・スール | D, P        |
| アヴィアトランス・キーウ                | 季節運航 チャーター便: キーウ＝ジュリャーヌィ | D           |
| BAシティフライヤー                      | 季節運航 チャーター便: グラスゴー | D           |
| ブリティッシュ・エアウェイズ            | ロンドン＝ガトウィック, ロンドン＝ヒースロー | D           |
| BurgosTravel アエロノバによる運航       | 季節運航: ブルゴス（2014年6月14日就航） | D, P        |
| ブリュッセル航空                        | ブリュッセル | D, P        |
| イージージェット                        | ベルファスト, ブリストル, エディンバラ, グラスゴー, リヴァプール, ロンドン＝ガトウィック, ロンドン＝ルートン, ロンドン＝サウスエンド, マンチェスター, ニューカッスル空港 | D           |
| イージージェット・スイスランド          | バーゼル＝ミュールーズ, ジュネーヴ | D, P        |
| エーデルワイス航空                      | 季節運航 チューリヒ | D, P        |
| Flybe                                   | エクセター（2014年10月2日撤退）, サウサンプトン （2014年9月30日撤退） 季節運航: バーミンガム | D           |
| イベリア航空 エア・ノストラムによる運航 | ビルバオ, グラン・カナリア, イビサ, マドリード 季節運航: テネリフェ・ノルテ, メノルカ | D, P        |
| イベリア・エクスプレス                  | マドリード | D, P        |
| ジェット2                               | ベルファスト, ブラックプール, イースト・ミッドランド, グラスゴー, リーズ・ブラッドフォード, マンチェスター, ニューカッスル空港 季節運航: エディンバラ | D           |
| ジェットエアフライ                      | ブリュッセル空港, シャルルロワ, リエージュ, オステンド | D, P        |
| JetXtra BAシティフライヤーによる運航    | 季節運航: ハンバーサイド | D           |
| ノルウェー・エアシャトル                | ロンドン＝ガトウィック | D           |
| ノルウェー・エアシャトル                | オールボー, オースレン, ベルゲン, ケルン＝ボン, コペンハーゲン, ヨーテボリ＝ランドヴェッテル, ハンブルク, ヘルシンキ, ミュンヘン, モス/リュッゲ, オスロ, オウル, サンネフヨル, スタヴァンゲル, ストックホルム・アーランダ, トロムソ, トロンハイム, トゥルク 季節運航: ビルン, ハーシュタ/ナルヴィク, カルルスタード, モルデ, ウメオ                                               | D, P        |
| プリメーラ・エア                        | 季節運航: ケプラヴィーク | D, P        |
| ロシア航空                              | 季節運航: サンクトペテルブルク | D           |
| ライアンエアー                          | バーミンガム, ブリストル, ボーンマウス, ダブリン, イースト・ミッドランド, エディンバラ, リーズ・ブラッドフォード, リヴァプール, ロンドン＝スタンステッド, グラスゴー＝プレストウィック, マンチェスター 季節運航: コーク, ケリー, ノック, シャノン | D           |
| ライアンエアー                          | ベルガモ, ビルン, ブレーメン, ブリュッセル, シャルルロワ, アイントホーフェン, ヨーテボリ＝シティ, ハーン, カールスルーエ, クラクフ, マーストリヒト＝アーヘン, メミンゲン, モス/リュッゲ, ニュルンベルク, サンネフヨル, ストックホルム＝スカブスタ, ワルシャワ＝モドリン , ヴェーツェ 季節運航: オーフス, パリ＝ボーヴェ, カトヴィツェ, ストックホルム＝ヴェステロース, ヴロツワフ | D, P        |
| スカンジナビア航空                      | オスロ, スタヴァンゲル 季節運航: ベルゲン, コペンハーゲン, ヨーテボリ＝ランドヴェッテル （2014年6月30日就航）, クリスチャンサン, ストックホルム＝アーランダ, トロンハイム | D, P        |
| S7航空                                  | モスクワ＝ドモジェドヴォ | D           |
| スパンジェット アルバスターによる運航   | 季節運航 チャーター便: ヨーテボリ＝ランドヴェッテル, ストックホルム＝アーランダ | D, P        |
| トーマス・クック航空                    | チャーター便: グラスゴー （2014年4月24日撤退）, マンチェスター （2014年4月29日撤退） | D           |
| TUIエアウェイズ                         | バーミンガム, カーディフ, ドンカスター＝シェフィールド, イースト・ミッドランド, エディンバラ, グラスゴー, ロンドン＝ガトウィック, マンチェスター, ニューカッスル 季節運航: ブリストル | D           |
| トランサヴィア航空                      | アムステルダム, アイントホーフェン, ロッテルダム | D, P        |
| トラベル・サービス航空                  | 季節運航 チャーター便: カトヴィツェ （2014年6月19日撤退）, ワルシャワ＝ショパン | D           |
| ブエリング航空                          | カーディフ, モスクワ＝ドモジェドヴォ, サンクトペテルブルク （2014年6月3日撤退） | D           |
| ブエリング航空                          | アムステルダム, バルセロナ, ビルバオ, ブリュッセル, コペンハーゲン, オラン, パルマ・デ・マヨルカ, パリ＝オルリー, ローマ＝フィウミチーノ（2014年4月2日就航）, サンタンデール（2014年6月23日就航） 季節運航: イビサ, メノルカ（2014年6月20日就航）, テネリフェ・ノルテ （2014年6月23日就航、聖週）                                                                                 | D, P        |
| ウィズエアー                            | 季節運航: ブカレスト（2014年6月16日再開）, ブダペスト （2014年6月14日就航） | D, P        |
| WOWエア                                 | ケプラヴィーク | D, P        |

1「D」はドック、「P」はプロセッサーを表す。

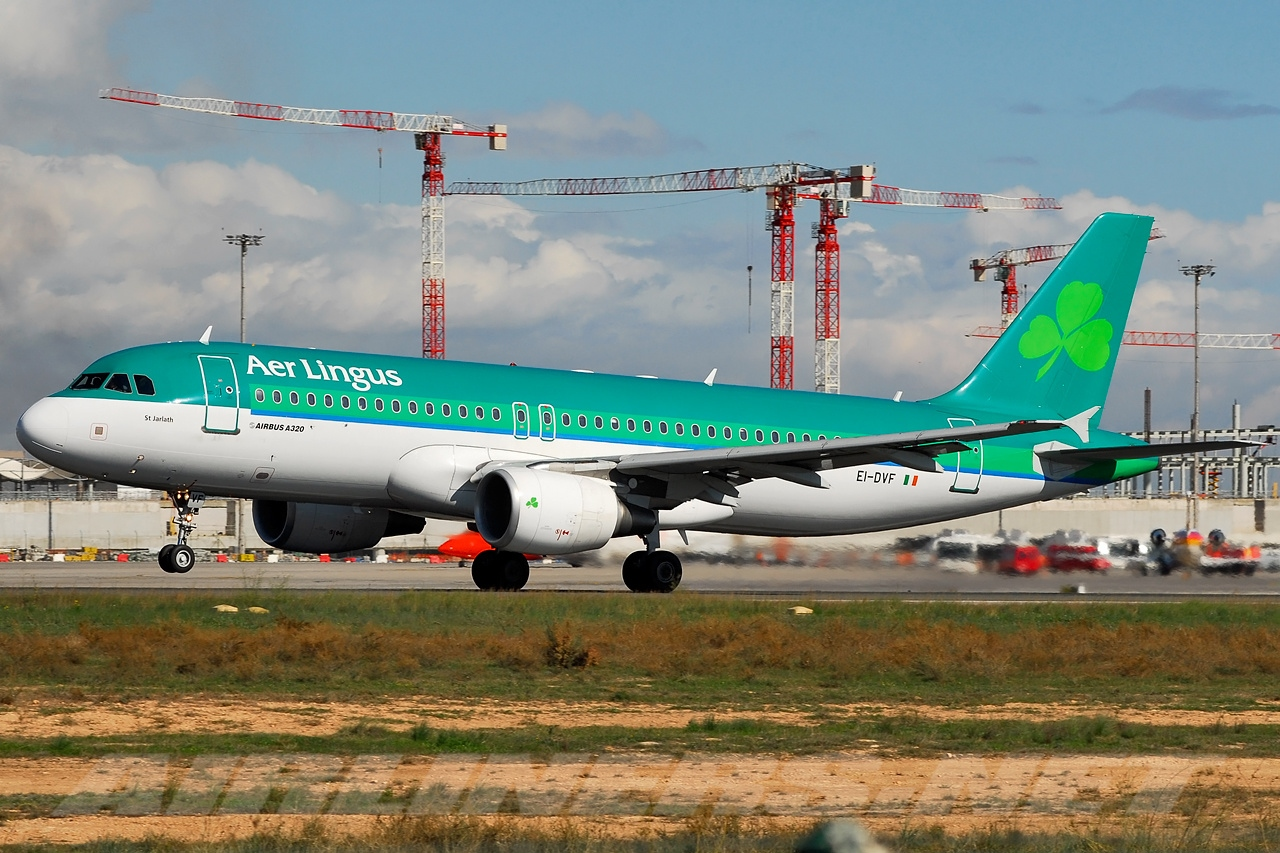
エアリンガスのエアバスA320-200
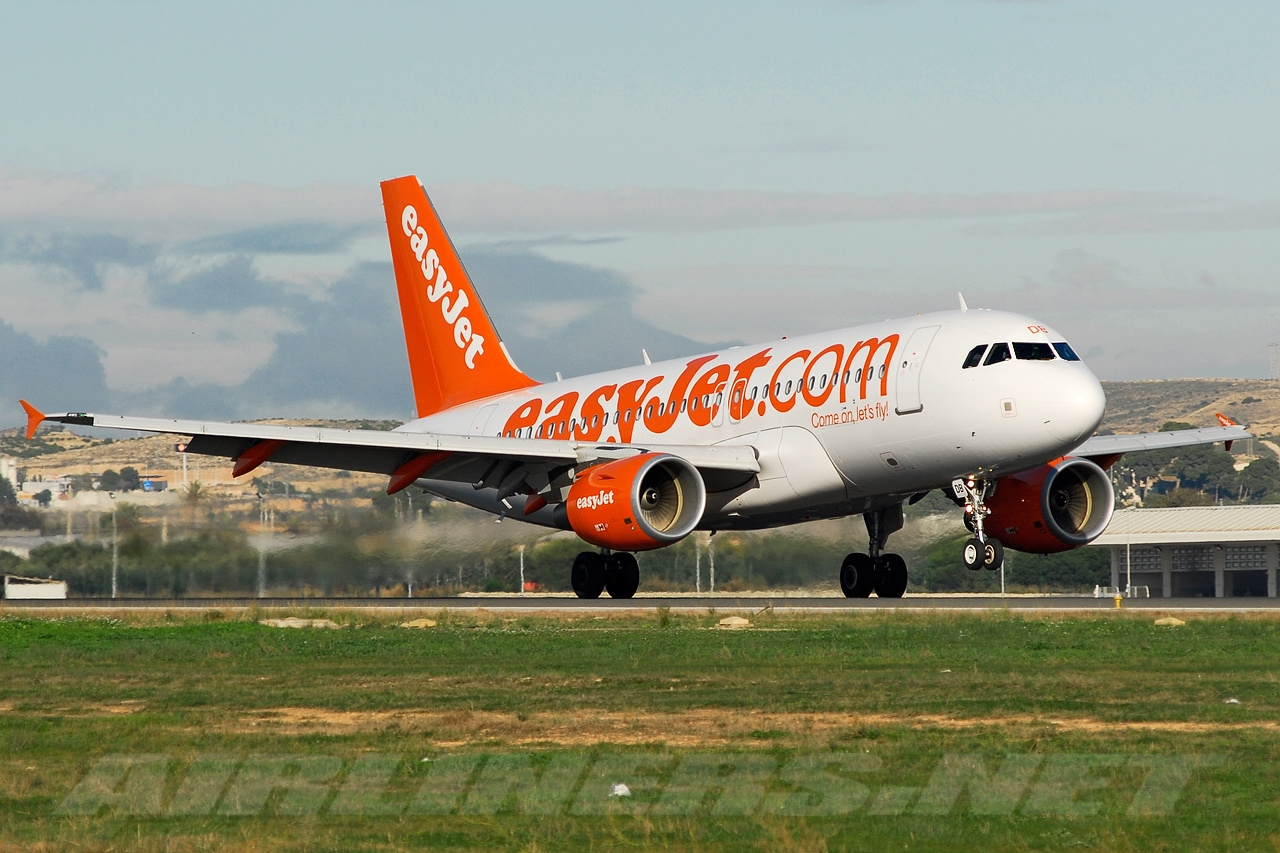
イージージェットのエアバスA319-100
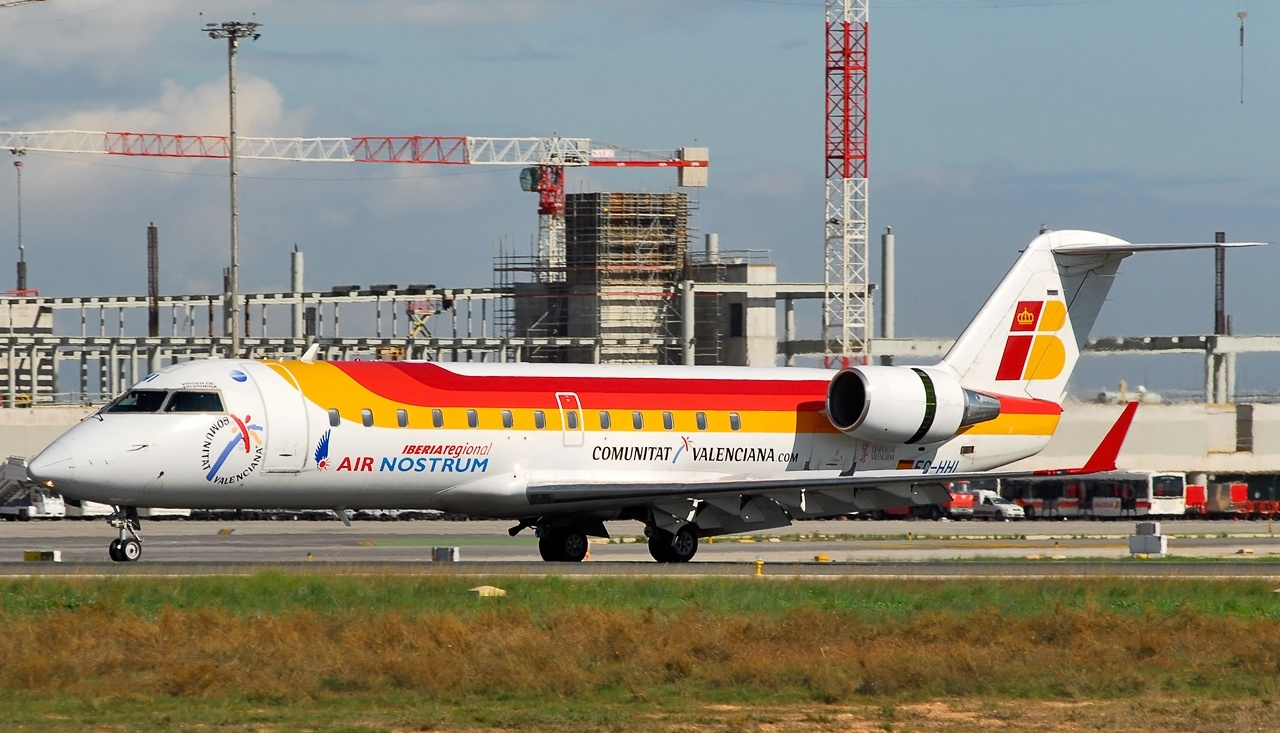
エア・ノストラムのボンバルディアCRJ200（英語版）
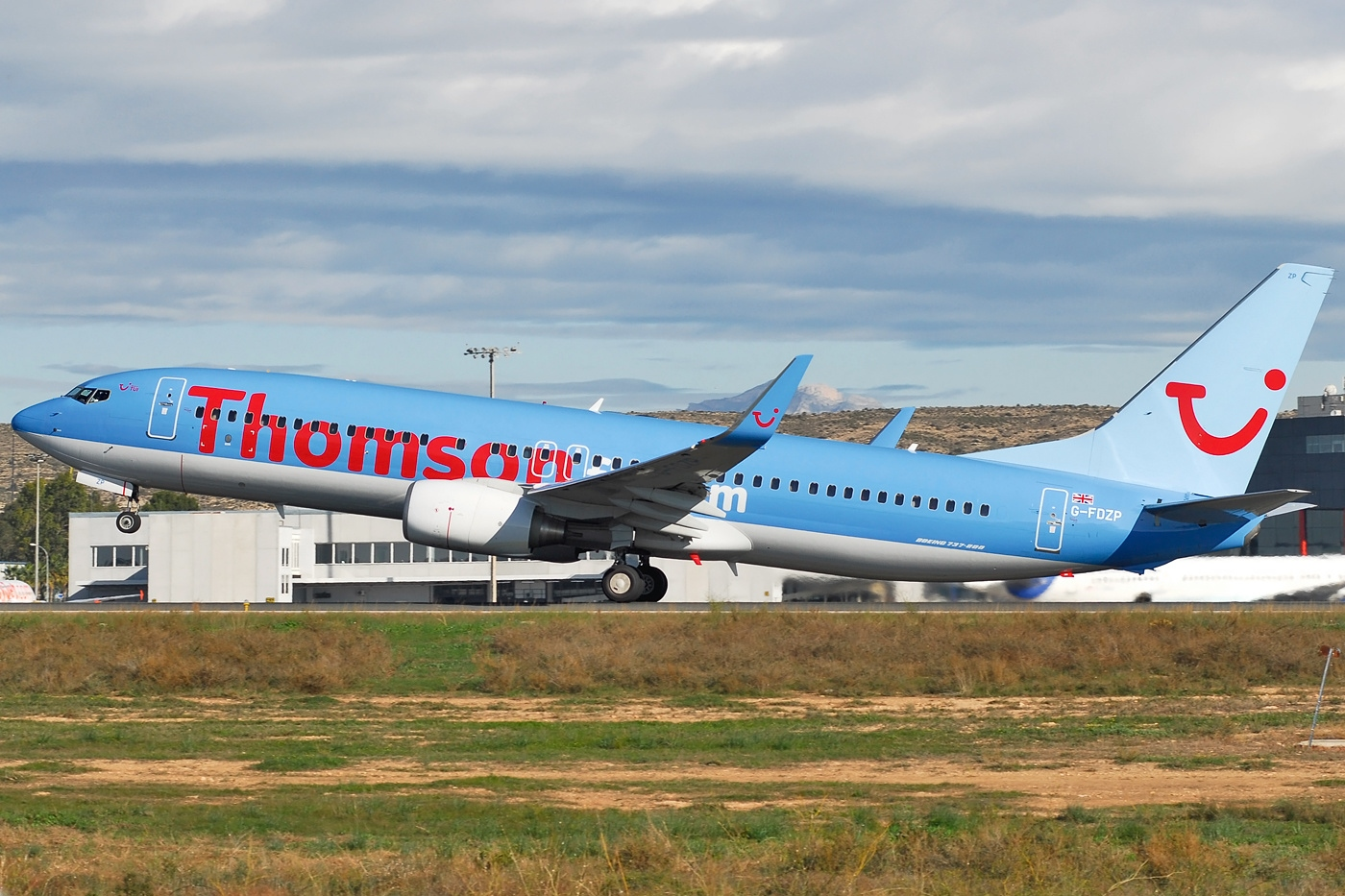
トムソン航空のボーイング737-800
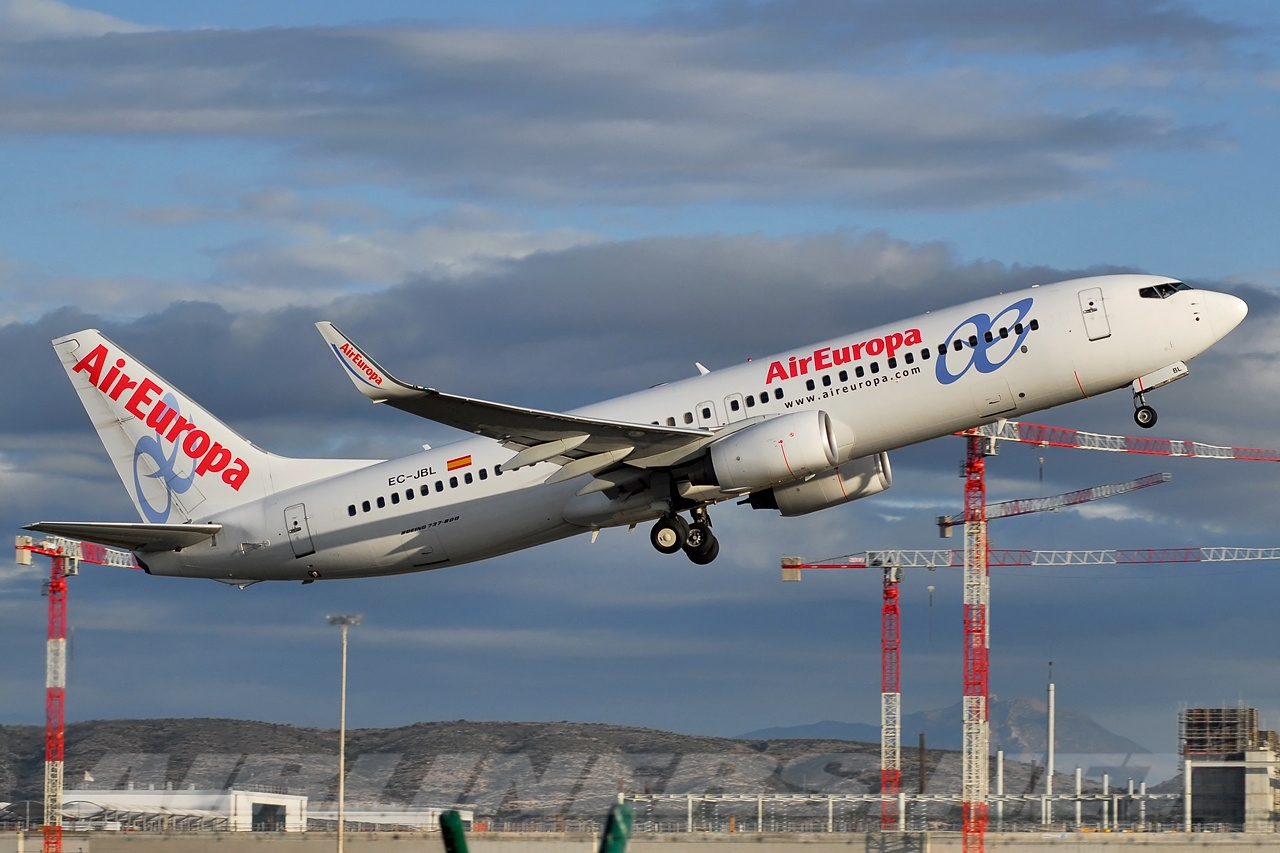
エア・ヨーロッパのボーイング737-800

### 貨物
| 航空会社          | 就航地   |
| ----------------- | -------- |
| DHLアビエーション | ビトリア |

## 統計
2013年の旅客数は9,638,860人であり、8.8%増加した。2000年以降は2009年と2012年を除いて旅客数が増え続けている。
|                  |
| 2014年2月2日更新 |

| 年                    | 旅客数（人） | 発着便数（便） | 貨物（トン） |
| --------------------- | ------------ | -------------- | ------------ |
| 2000                  | 6,038,266    | 56,427         | 7,745        |
| 2001                  | 6,542,121    | 56,550         | 7,923        |
| 2002                  | 7,010,322    | 59,268         | 6,548        |
| 2003                  | 8,195,454    | 66,571         | 5,848        |
| 2004                  | 8,571,144    | 71,387         | 6,036        |
| 2005                  | 8,795,705    | 76,109         | 5,193        |
| 2006                  | 8,893,720    | 76,813         | 4,931        |
| 2007                  | 9,120,631    | 79,756         | 4,533        |
| 2008                  | 9,578,304    | 81,097         | 5,982        |
| 2009                  | 9,139,607    | 74,281         | 3,199        |
| 2010                  | 9,382,935    | 74,474         | 3,112        |
| 2011                  | 9,913,764    | 75,572         | 3,011        |
| 2012                  | 8,855,764    | 62,468         | 2,527        |
| 2013                  | 9,638,860    | 68,303         | 2,589        |
| 出典: Aena Statistics |              |                |              |

### 就航地別旅客数
| 順位 | 都市                     | 旅客数  | 就航会社                                                                                      |
| ---- | ------------------------ | ------- | --------------------------------------------------------------------------------------------- |
| 1    | ロンドン＝ガトウィック   | 719,750 | イージージェット, モナーク航空, トムソン航空, ブリティッシュ・エアウェイズ                    |
| 2    | マンチェスター           | 623,622 | イージージェット, ジェット2, モナーク航空, ライアンエアー, トーマス・クック航空, トムソン航空 |
| 3    | イースト・ミッドランド   | 366,856 | ジェット2, モナーク航空, ライアンエアー, トムソン航空                                         |
| 4    | バルセロナ               | 325,709 | ブエリング航空                                                                                |
| 5    | バーミンガム             | 297,972 | モナーク航空, ライアンエアー, トーマス・クック航空, トムソン航空                              |
| 6    | マドリード               | 270,318 | イベリア・エクスプレス                                                                        |
| 7    | ニューカッスル           | 255,991 | イージージェット, ジェット2, トーマス・クック航空, トムソン航空                               |
| 8    | アムステルダム           | 254,169 | ブエリング航空, トランサヴィア航空                                                            |
| 9    | ブリストル               | 254,074 | イージージェット, ライアンエアー, トムソン航空                                                |
| 10   | ロンドン＝スタンステッド | 252,414 | イージージェット, ライアンエアー                                                              |

## アクセス
アリカンテ空港にはバス、タクシー、自家用車（N-338線）でアクセスすることができ、鉄道やトラムの路線が計画中である。新ターミナル近くには鉄道とトラムの駅に使用するための用地が残されている。2011年には新ターミナル近くに新しい駐車場がオープンした。
| アクセス手段 | 利用状況 | 運行会社                     | 路線   | 目的地                                                                    | ウェブサイト                                 |
| ------------ | -------- | ---------------------------- | ------ | ------------------------------------------------------------------------- | -------------------------------------------- |
| – バス       | 利用可能 | スブス・アルコジャナ         | C-6    | アリカンテ                                                                | www.subus.es, Line C-6                       |
| – バス       | 利用可能 | スブス・モジャ               | 1A, 1B | エルチェ トッレジャーノ                                                   | www.subus.es, Line 1A, www.subus.es, Line 1B |
| – バス       | 利用可能 | スブス・モジャ               | 1B     | アレナレス・デル・ソル エル・アルテット                                   | www.subus.es, Line 1B                        |
| – バス       | 利用可能 | ALSA                         |        | ベニドルム カルプ ムルシア                                                | www.alsa.es                                  |
| – バス       | 利用可能 | コスタ・アスル               |        | トッレビエハ                                                              | www.costazul.net                             |
| – バス       | 利用可能 | コスタ・アスル               |        | オリウエラ海岸 グアルダマル ラ・マリナ                                    | www.costazul.net                             |
| – バス       | 利用可能 | Autocares Baile              |        | サンタ・ポーラ グラン・アリカント アレナレス・デル・ソル エル・アルテット | www.autocaresbaile.es                        |
| – 鉄道       | 計画中   |                              |        |                                                                           | www.renfe.es                                 |
| – トラム     | 計画中   |                              |        | アリカンテ ベニドルム アルテア カルプ デニア                              | www.fgvalicante.com                          |
| – タクシー   | 利用可能 | ラディオ・タクシー・エルチェ |        |                                                                           | www.radiotaxielche.com                       |